# 世にも奇妙な物語 春の特別編 (2003年)
『世にも奇妙な物語 春の特別編』（よにもきみょうなものがたり はるのとくべつへん）は、2003年3月24日（月）21:00 - 22:54までフジテレビで放送された『世にも奇妙な物語』の特別編。

## 顔を盗まれた

### キャスト
- 松倉準 - 稲垣吾郎
- 鷲田刑事 - 國村隼
- 吉村刑事 - 菅原卓磨
- 女 - 国分佐智子
- トラックの男 - 天現寺竜
- 準の吹替え - 稲田芳寛
- 警官 - 木崎優一

### スタッフ
- 脚本 - 落合正幸、鈴木勝秀
- 演出 - 落合正幸

## レンタル ラブ

### キャスト
- 小百合 - 飯島直子
- タロウ - 仲村トオル
- 純 - 苫篠和馬
- 男 - 小谷公一郎、小寺徹
- 父親ロボット - 牟田皓二、松村明
- 男の声 - 露木亮介
- CMナレーション - 阪井あかね

### スタッフ
- 脚本 - 大野敏哉
- 演出 - 木下高男

## 追いかけたい

### キャスト
- 麻美 - 京野ことみ
- 山下 - 池内博之
- 麗子 - 新山千春
- 宅間 - 村上大樹
- 桃子 - 木下真利
- 課長 - 大塚洋
- 署名の女 - 小村井利枝

### スタッフ
- 脚本 - 山浦雄大
- 演出 - 植田泰史

## 超税金対策殺人事件

### キャスト
- 樋口円 - 西村雅彦
- 樋口の妻 - 大塚寧々
- 浜崎 - 勝村政信
- 芳賀 - 伊原剛志
- 静香 - 北川弘美
- エステの女社長 - 青山知可子
- 警官 - 村上連

### スタッフ
- 原作 - 東野圭吾「超税金対策殺人事件」（『超・殺人事件－推理作家の苦悩』所収 / 新潮社）
- 脚本 - 橋本裕志
- 演出 - 村上正典

### 備考
- 東野の作品は、本作以前に1999年秋の特別編（「マニュアル警察」）、本作以降に2010年秋の特別編「殺意取扱説明書」で映像化されている。

## 影の国

### キャスト
- 若桜萌 - 桜井幸子
- 男 - 大杉漣
- 明宏 - 城戸裕次
- 影 - 長谷川達也

### スタッフ
- 原作 - 小林泰三「影の国」（『ホラー・アンソロジー 舌づけ』所収 / 祥伝社）
- 脚本・演出 - 落合正幸

### 備考
- 小林の作品は、本作以降も2011年21年目の特別編（「ドッキリチューブ」）で映像化されている。